# 사림로
사림로(Sarim-ro)는 경상남도 창원시 의창구 봉림동 봉림동삼거리에서 의창구 봉림동 창원대삼거리 를 잇는 도로다.

## 주요 경유지
경상남도
- 창원시 의창구 (봉림동)

## 노선
| 이름             | 접속 노선 | 소재지 | 소재지 | 비고 |
| ---------------- | --------- | ------ | ------ | ---- |
| 봉림중삼거리     | 창이대로  | 의창구 | 봉림동 |      |
| (교량 명칭 미상) |           | 의창구 | 봉림동 |      |
| 퇴촌2호교        |           | 의창구 | 봉림동 |      |
| 창원대삼거리     | 창이대로  | 의창구 | 봉림동 |      |

## 주요 건물및 시설
- GS칼텍스 봉림주유소 (사림로 57/사림동 105-21)
- 세븐일레븐 창원사림부점 (사림로 60/사림동 84-1)
- 티스테이션 사림점 (사림로 152/사림동 33-1)